# Palworld
Palworld (jap. パルワールド Paruwārudo) – przygodowa i survivalowa gra komputerowa znajdująca się w fazie wczesnego dostępu, tworzona przez japońskie studio Pocketpair. Jest ona osadzona w otwartym świecie zamieszkanym przez przypominające zwierzęta stworzenia nazywane palami, z którymi gracz może walczyć, jak też je zdobywać, by korzystając z ich umiejętności budować własną bazę, zdobywać nowe tereny oraz walczyć. Pale mogą zostać też przypisane do przebywania w danej bazie przez gracza, przez co z automatu mogą wykonywać zlecone im tam prace. Palworld umożliwia zarówno grę jednoosobową, jak i online na serwerach liczących maksymalnie 32 graczy. Gra została zapowiedziana w 2021 roku i udostępniona w formie wczesnego dostępu na platofrmach Windows, Xbox One i Xbox Series w styczniu 2024 roku, a na konsoli PlayStation 5 we wrześniu 2024 roku. 
Komediowy styl gry, w którym między innymi można uzbroić pale w broń palną i wysyłać do walki, przyczynił się do nadania jej przydomku pokémonów z bronią. Inne elementy, takie jak wykorzystanie pali jako pożywienia lub siły roboczej w kopalniach i fabrykach, również zwróciły na grę uwagę. Palworld spotkał się z ciepłym odbiorem chwalącym jego rozgrywkę, zawartość oraz satyryczne podejście, krytykując jednakże zbytnie skupienie się na humorze opartym na szokowaniu gracza i korzystanie z nieoryginalnych projektów i mechanik w grze. 
Palworld sprzedał się w liczbie ośmiu milionów sztuk na platformie Steam, w ciągu 6 dni od wypuszczenia gry do wczesnego dostępu osiągając liczbę dwóch milionów graczy bawiących się jednocześnie, osiągając trzeci najwyższy w historii rezultat dla gier na tej platformie. Do 22 lutego 2024 roku gra sprzedała się w liczbie ponad 15 milionów sztuk przy liczbie aktywnych graczy sięgającej 32 milionów osób, co umieściło ją na liście najlepiej sprzedających się gier na komputery PC w historii. 

## Rozgrywka
W Palworld gracz kontroluje stworzonego przez siebie awatara z perspektywy trzeciej osoby eksplorując otwarty świat wysp Palpagos. Musi on dbać o jedzenie, tworzyć podstawowe narzędzia i zbierać materiały pozwalające mu na rozbudowę własnych baz, służących za punkty szybkiej podróży. Wraz ze zdobywaniem punktów doświadczenia gracz odkrywa kolejne poziomy pozwalające na odblokowywanie kolejnych pozycji z drzewa technologicznego, dzięki którym jest on w stanie tworzyć nowe rodzaje broni, narzędzi, struktur oraz dekoracji.
Wyspy są zamieszkane przez ponad setkę różnorodnych pali, które gracz może zaatakować, by następnie je osłabić i spróbować schwytać używając tak zwanych Pal Spheres. Pale mogą być również nabywane na czarnym rynku poprzez sprzedające je postacie niezależne lub też poprzez handel nimi z innymi graczami. Po zdobyciu pala może on zostać przywołany do walki po stronie gracza lub też zostać w bazie, by pomagać przy zadaniach przypisanych do jego umiejętności, takich jak budowanie, tworzenie przedmiotów lub gotowanie. Każdy z pali ma własną umiejętność partnerską, która pozwala graczowi używać go jako broń lub poruszać się przy jego pomocy (np. jadąc na nim).
W grze można napotkać różnorodne frakcje posiadające własne charakterystyki i cele, takie jak Rayne Syndicate, Free Pal Alliance, Palpagos Island Defense Force czy Pal Genetic Reserach Unit. Na czele każdej z nich stoi silny lider rezydujący w jednej z wież znajdującej się na archipelagu – każdy z nich pełni w grze rolę bossa, którego gracz musi pokonać. Członkowie frakcji rezydują na terenach jej podległych, patrolując teren lub walcząc zarówno z palami, jak i między sobą. Są wrogo nastawieni do gracza i przy napotkaniu atakują go, wykorzystując dostępną sobie broń. Gra posiada też system pościgu – jeżeli gracz popełni przestępstwo (głównie przeciw ludziom), to postacie niezależne stają się wobec niego wrogo nastawione, a siły porządkowe rozpoczną pościg za graczem, który zakończy się albo poprzez pokonanie ścigających gracza sił lub też poprzez im ucieknięcie.

## Rozwój
Palworld jest rozwijany i wydawany przez niezależne studio gier Pocketpair z siedzibą w tokijskiej dzielnicy Shinagawa. Jest to ich druga gra survivalowa wydana we wczesnym dostępie obok Craftopii. Podobnie jak ona, wykorzystuje mechaniki znane z takich produkcji jak The Legend of Zelda: Breath of the Wild, dodając do tego mechanikę zbierania fantastycznych stworzeń, spopularyzowaną przez franczyzę Pokémon. Pockerpair przyznał jednak, iż seria Pokémon nie była ich główną inspiracją przy tworzeniu gry. Wedle słów CEO Takuro Mizobe zamysł Palworld jest oparty na mechanice gry Ark: Survival Evolved, która również posiada stwory – dinozaury – towarzyszące graczowi, natomiast mechanika survivalu i zadań w trakcie gry została zaczerpnięta z Rust. RimWorld był również cytowany jako ważniejsze źródło inspiracji dla studia podczas prac nad Palworld.
Gra wykorzystuje znacznie więcej oryginalnych elementów niż Craftopia, co było sporym wyzwaniem dla studia. Na wczesnym etapie prac zdecydowano o zmianie silnika gry z Unity, wykorzystywanego w poprzednich produkcjach studia, na Unreal Engine 4, uznając go za lepiej nadający się do ciężkich, rozbudowanych gier w otwartym świecie. Pierwotnie planowano wydanie gry na 2022 rok, jednak datę tę przesunięto na sierpień 2023 roku wraz z dodawaniem kolejnych elementów do projektu, co wymusiło zatrudnienie dodatkowych osób. Zadecydowano także o dodaniu wsparcia dla dedykowanych serwerów gry w dniu premiery. W momencie udostępnienia gry we wczesnym dostępie była ona ukończona w około 60%.
Całkowity budżet na grę przekroczył miliard jenów, a firma zatrudniła dodatkowe 40 osób do prac nad grą. Animator postaci występujących w grze został przyjęty na stanowisko mimo braku doświadczenia biznesowego – Takuro Mizobe skontaktował się z jednym z animatorów-hobbystów, zamieszczającym w serwisie YouTube własne animacje walki z wykorzystaniem postaci z gry Girls' Frontline. Reżyser gry aplikował na swoje stanowisko poprzez ogłoszenie w serwisie Twitter mimo oczekiwania na przyjęcie do firmy NetEase. Główna projektantka Pali została pierwotnie odrzucona w trakcie rekrutacji w październiku 2020 roku, jednak została przyjęta podczas powtórnej aplikacji w lutym 2021 roku.

## Wydanie
Prace nad grą zostały ujawnione 5 czerwca 2021 roku. Zaprezentowano kluczowe mechaniki, takie jak surwiwal, tworzenie przedmiotów, eksplorowanie terenu, interakcje z palami oraz tryb wieloosobowy. Kolejne detale były demonstrowane stopniowo z biegiem czasu, szczególnie w trakcie prezentacji na targach branżowych takich jak Tokyo Game Show, gdzie ogłoszono wsparcie tytułu dla konsoli Xbox czy Summer Game Fest, gdzie ogłoszono wypuszczenie gry do wczesnego dostępu na styczeń 2024 roku. 
Palworld został wydany we wczesnym dostępie na platformę Steam oraz Xbox Game Preview; od tego dnia jest również dostępny w abonamencie Xbox Game Pass. Gra ma pozostać w nieukończonym stadium co najmniej do końca 2025 roku. W pełnym wydaniu gry twórcy chcą umieścić między innymi tryb PvP, wojny klanów oraz międzyserwerowe handlowanie palami. 10 czerwca 2024 roku zapowiedziano dodanie wsparcia dla wydania we wczesnym dostępie dla systemu macOS jeszcze w tym samym roku, a 24 czerwca ogłoszono wsparcie dla konsoli PlayStation 5. Pierwsze duże rozszerzenie do gry, zawierające nowe Pale, nową wyspę o nazwie Sakurajima oraz liczne usprawnienia ukazało się 27 czerwca 2024 roku. Wsparcie dla konsoli PlayStation 5 zadebiutowało 25 września 2024 roku, a 23 grudnia ukazało się drugie rozszerzenie gry dodające wyspę Feybreak. 19 marca 2025 roku studio w aktualizacji 0.5.0 udostępniło możliwość grania z graczami między wszystkimi platformami sprzętowymi, na jakie dostępna jest gra.

## Odbiór gry

### Przed premierą
Trailer ujawniający grę spotkał się ze znacznym zainteresowaniem w mediach społecznościowych, budząc mieszane reakcje, od zachwytu po obrzydzenie. Określenie Pokémony z bronią było powszechnie wykorzystywane w odniesieniu do tytułu, zarówno przez graczy, jak i dziennikarzy. Niektórzy uważali wręcz, że tytuł to fejk, co zaskoczyło sam zespół deweloperski. Palworld spotkał się również ze sceptycyzmem z powodu nieukończonego stanu poprzedniej produkcji studia – Craftopii. Satyryczny ton materiałów promocyjnych, odnoszący się do łamania prawa pracy czy kłusownictwa wzbudził zainteresowanie tytułem, eksplorując mroczniejsze podteksty w gatunku gier opartych na zbieraniu różnych stworzeń.
W Brazylii gra zyskała dodatkowy rozgłos poprzez wymowę słowa pal będącą podobną do portugalskiego pau. Słowo to może oznaczać drewno, jednak jest również używane jako kolokwialna, podtekstowa nazwa prącia. Zarówno gracze, jak i dziennikarze, w trakcie rozmów wielokrotnie wykorzystywali to podwójne znaczenie do żartowania z gry.

### Wczesny dostęp
Palworld otrzymał w większości pozytywne recenzje od krytyków. IGN oraz PC Invasion chwaliły przyjemną walkę i angażującą pętlę rozgrywki, przy czym drugi z wymienionych serwisów zauważył, że dzięki palom ożywają duże, choć nieco jałowe przestrzenie. The Escapist opisał walkę, w której gracz walczy razem ze swoimi palami z silniejszymi przeciwnikami, jako mocną stronę gry. PCGamesN nazwał grę „niebezpiecznie wciągającym zejściem w kapitalizm istot”, stwierdzając, że pomimo pewnych wad gry, jak nacisk na wątpliwe etycznie zachowania oraz mało oryginalne projekty samych pali, to rozgrywka i otwarty świat w pełni je rekompensują. GameSpot pochwalił mechanikę i styl gry jako „odświeżającą perspektywę w gatunku tak często prześcigającym się w pokazywaniu rzeczy jako radosnych i szczerych” wierząc, że jest to pierwszy raz, gry „gra o zbieraniu tworzeń przyznała się do korzystania z mechanizmów do ich wykorzystywania”.
Z kolei Rock Paper Shotgun i „PC Gamer” skrytykowały Palworld za zbytnie poleganie na czarnym humorze dotyczącym znęcania się nad zwierzętami i wyzysku w trakcie rozgrywki, którą PC Gamer wyśmiał jako „edgelordowy Newgrounds z połowy lat 2000” i „nadmierne angażowanie się w drobne elementy”, przy czym Rock Paper Shotgun argumentował, że przedstawiona mechanika rozgrywki i projekty Pali pokazały zasadniczo błędne rozumienie, skąd się wzięło znaczenie i atrakcyjność Pokémonów oraz innych gatunku gier polegających na łapaniu potworów. Gra spotkała się również z krytyką za nieoryginalne projekty pali i mechanikę zaczerpniętą z innych tytułów, co według VG247 umniejszało grze „godnej podziwu”.
Palworld sprzedał się w ponad milionie kopii w ciągu ośmiu godzin od premiery gry we wczesnym dostępnie 19 stycznia, a do upływu dnia od premiery osiągnięto dwa miliony sprzedanych kopii. W 40 godzin od premiery sprzedano 3 miliony kopii, w 3 dni 5 milionów, w 4 dni 6 milionów, w 5 dni 7 milionów, a w 6 dni 8 milionów kopii. 24 stycznia 2024 roku w grę grało jednocześnie ponad 2 miliony graczy na Steam, przez co Palworld stało się pierwszą grą po PlayerUnknown’s Battlegrounds, która osiągnęła taki wynik. Tak wysoka liczba osób grających powodowała problemy z serwerami gry. 27 stycznia Palworld pobił rekord platformy Steam: w grę grało jednocześnie 2 101 867 graczy. Do 1 lutego sprzedano łącznie 12 milionów kopii gry na Steam, a na platformie Xbox gra osiągnęła poziom 7 milionów graczy. Według firmy Microsoft gra była najczęściej granym tytułem firmy trzeciej w serwisie Xbox Game Pass, osiągając szczyt niemal 3 milionów grających codziennie graczy na konsoli Xbox. Do 22 lutego 2024 sprzedano 15 milionów kopii gry na Steam i osiągnięto liczbę 10 milionów graczy na Xbox.
Jednakże do 11 lutego gra spotkała się z największym spadkiem liczby graczy w ciągu dwóch tygodni – ze szczytowej wartości ponad dwóch milionów do około 750 tysięcy. W odpowiedzi na to menedżer społeczności Palworld Bucky napisał na Twitterze: „Pojawiający się dyskurs »Palworld stracił X% swojej bazy graczy« jest opieszały, ale to prawdopodobnie dobry moment, aby wkroczyć i zapewnić tych z was, którzy potrafią czytać więcej niż nagłówki, że robienie sobie przerw w grach jest w porządku”. Mówił dalej, iż „jeśli grasz dalej w Palworld, kochamy Cię. Jeśli nie grasz już więcej w Palworld, nadal Cię kochamy i mamy nadzieję, że wrócisz na drugą rundę, gdy będziesz gotowy”.
Do lutego 2025 roku Palworld przyciągnął ponad 32 miliony graczy na wszystkich platformach, wliczając w to komputery osobiste poprzez Steam, konsole Xbox oraz PlayStation 5.

### Nagrody
| Rok  | Ceremonia              | Kategoria                          | Wynik     |
| ---- | ---------------------- | ---------------------------------- | --------- |
| 2024 | Golden Joystick Awards | Najlepsza gra we wczesnym dostępie | Nominacja |
| 2024 | Nagrody Steam          | Razem raźniej                      | Nominacja |

### Oskarżenia o plagiat
Niedługo po premierze użytkownicy Twittera zaczęli zgłaszać podobieństwa pomiędzy poszczególnymi palami i pokémonami, przy czym jeden z użytkowników utrzymywał, że widział dowody na plagiat w plikach gry. Jednakże CEO Pocketpair wyjaśnił, iż projekty pali były tworzone głównie przez jednego ze świeżych absolwentów uniwersytetu przyjętego do firmy w 2021 roku w ramach otwartej rekrutacji dla projektantów. Zapewnił także, że gra przeszła pomyślnie weryfikację pod względem prawnym. 24 stycznia 2024 roku The Pokémon Company wydało oświadczenie, niebezpośrednio cytując grę, pisząc: „Otrzymaliśmy wiele zapytań odnośnie do gry innej firmy wydanej w styczniu 2024 roku (...) zamierzamy zbadać i podjąć odpowiednie kroki by wykryć jakiekolwiek elementy, które naruszają prawa własności intelektualnej związane z pokémonami”. CEO Pocketpair przekazał, że firma zaczęła otrzymywać groźby śmierci od użytkowników Twittera.
19 września 2024 roku Nintendo oraz The Pokémon Company wniosły proces sądowy przeciwko Pocketpair za naruszenie ich praw patentowych. Pocketpair odpowiedziało na wniosek tego samego dnia, wyrażając ubolewanie, że duże środki będą musiały być zainwestowane w proces oraz że do chwili obecnej nie podano, jakie prawa patentowe miały zostać naruszone. W grudniu Nintendo złożyło w Stanach Zjednoczonych serię patentów zaprojektowanych tak, by również tam wygrać z Pocketpair w sądzie. W lutym 2025 roku amerykański Urząd Patentowy odrzucił wszystkie poza jednym z 23 złożonych wniosków. 